# 特別住民票
特別住民票（とくべつじゅうみんひょう）とは、市町村や特別区が歴史文化、風土、環境、産業、観光、教育及び地域活動等に付随して宣伝や求心力育成のため、当該地方自治体の住民以外の人・動物・創作上の架空のキャラクター等を特別住民とみなして登録し作成される住民票の様式を模して作成される文書。もっぱら観光の宣伝などの地域振興を目的としているもので、住民基本台帳法（昭和42年法律第81号）や戸籍法（昭和22年法律第224号）の適用は受けない。

## 概要
特別住民の登録や特別住民票の発行は各自治体が独自の目的や基準（条例や要綱等）で行うものであり、住民基本台帳法（昭和42年法律第81号）や戸籍法（昭和22年法律第224号）の適用は受けない。そもそも住民基本台帳法上の住民票の写しは、登録者本人と一定の親族、本人の委任を受けた者、正当に手続した士業の者以外には交付できない。
特別住民票には、無料のものだけでなく有料のものがある。愛知県瀬戸市のモリゾー、キッコロ、埼玉県鷲宮町の柊一家、福井県小浜市の和田一家、埼玉県幸手市の泉一家、埼玉県春日部市の野原一家（2010年版）は300円で、兵庫県宝塚市のサファイアは400円である。
特別住民票をめぐっては、多摩川に出現したアザラシのタマちゃんに特別住民票が発行された際、在日外国人が批判し（当時、在留外国人は住民基本台帳ではなく外国人登録制度の管理下にあった）「アザラシに住民登録を認めるなら自分達にも認めよ」と市役所に抗議するデモ活動が行なわれたこともある。ただし、2012年7月に「外国人登録制度」そのものが廃止され、現在は外国人も住民基本台帳で管理されている。
特別住民票については高知県馬路村のように登録した特別村民に対して特別住民票の交付や広報誌の送付などを行っている自治体もある。
なお、民間シンクタンクの構想日本は、機能をさらに推し進め、地元出身者、ふるさと納税の利用者、自然災害などの避難者らに対して、広報の発送、住民料金での公共施設の利用、条例に基づく住民投票への参加資格の付与など内容を拡充したふるさと住民票の導入を提言しており、地元出身者等に都市部と過疎地といった複数自治体の居住を促して、将来的な地域活性化や移住促進を進めようとすることを提唱している。この構想にはいくつかの自治体が賛同しており、2016年2月22日には鳥取県日野町がふるさと住民票を導入して交付第1号となった。

## 発行例

### 人間
| 対象                             | 自治体名         | 交付日                       | 備考                                                                                        |
| -------------------------------- | ---------------- | ---------------------------- | ------------------------------------------------------------------------------------------- |
| 名前が「大樹」の人               | 北海道大樹町     | 1998年8月                    |                                                                                             |
| 馬路村を応援する人               | 高知県馬路村     | 2003年受付開始               | 特別村民として広報誌の送付などを行なう。                                                    |
| ウェブ上から「区民登録」をした人 | 福岡市カワイイ区 | 2012年9月29日 受付開始       | 「カワイイ区」は福岡市の公式ウェブサイト上に開設された仮想の区。                            |
| 能年玲奈（現：のん）             | 岩手県久慈市     | 2014年2月13日                | NHK連続テレビ小説「あまちゃん」で主人公を演じたことによる。また、他に25人の出演者にも交付。 |
| 三好長慶                         | 大阪府大東市     | 2017年10月28日               | 大東市役所前に銅像が設置されたことを記念して。                                              |
| 姓の読みが「はまだ」の人         | 島根県浜田市     | 2019年4月1日 - 2024年3月31日 | 2019年で開府400年となることを記念して。                                                     |

### 人間以外の動物
| 対象                                                                                         | 種類                                            | 自治体名                                                                      | 交付日         | 備考 |
| -------------------------------------------------------------------------------------------- | ----------------------------------------------- | ----------------------------------------------------------------------------- | -------------- | --- |
| アロマ                                                                                       | ラブラドール・レトリバー（盲導犬）              | 佐賀県嬉野町（現・嬉野市）                                                    | 2003年1月16日  | 当時の町長・谷口太一郎による「町民に一生を尽くす盲導犬は町民と同様」との考えから。2011年まで、視覚障害者である演歌歌手の岸川美好に貸与された。 |
| タマちゃん                                                                                   | アゴヒゲアザラシ                                | 神奈川県横浜市西区                                                            | 2003年2月12日  | タマちゃんが鶴見川・帷子川に出現したことによる。 |
| 善ちゃん 米ちゃん                                                                            | ダチョウ （アフリカンブラック）                 | 富山県入善町                                                                  | 2003年7月23日  | 姉妹都市提携記念に宮城県米山町（現登米市）からダチョウが贈呈されたことに対して。 |
| アクアス・ケーリャ アクアス・ナスチャ アクアス・アーリャ アクアス・ランゲル アクアス・アンナ | シロイルカ                                      | 島根県浜田市 島根県江津市                                                     | 2003年9月19日  | 江津道路開通記念 島根県立しまね海洋館のシロイルカ。 |
| 豪太                                                                                         | ホッキョクグマ                                  | 秋田県男鹿市                                                                  | 2005年8月7日   | 秋田県立男鹿水族館のホッキョクグマ、命名記念。 |
| ナカちゃん                                                                                   | アゴヒゲアザラシ                                | 徳島県那賀川町                                                                | 2005年11月11日 | 那賀川へのナカちゃん出現による。 |
| カモちゃん                                                                                   | ゴマフアザラシ                                  | 千葉県鴨川市                                                                  | 2005年12月30日 | |
| 隠岐の島幸                                                                                   | コウノトリ                                      | 島根県隠岐の島町                                                              | 2006年10月2日  | 一年に渡り滞留している野生のコウノトリに対して。 |
| ばんえいリッキー                                                                             | ばんえい馬                                      | 北海道帯広市                                                                  | 2007年4月2日   | ばんえい競走のPRに従事する、引退したばんえい競馬の競走馬。特別嘱託職員にも任命。 |
| ばんえいミルキー                                                                             | ばんえい馬                                      | 北海道帯広市                                                                  | 2008年4月1日   | 上記の「リッキー」同様にばんえい競走のPRに従事する、引退したばんえい競馬の競走馬。特別嘱託職員にも任命。 |
| クーちゃん                                                                                   | ラッコ                                          | 北海道釧路市                                                                  | 2009年4月29日  | 釧路川にラッコのクーちゃん出現による。 |
| トキメキ                                                                                     | トキ                                            | 富山県黒部市                                                                  | 2009年6月15日  | 放鳥したトキの来訪・滞在を記念。 |
| わさお                                                                                       | 秋田犬                                          | 青森県鰺ヶ沢町                                                                | 2009年8月10日  | 「ブサかわいい」と評判になった同町のイカ焼き店の秋田犬。 |
| ？                                                                                           | オシドリ マガモ                                 | 栃木県小山市                                                                  | 2010年4月28日  | オスのオシドリとメスのマガモという異例のつがいとして話題となったことから。 |
| キリゴロウ コナツ ハルキ                                                                     | アミメキリン                                    | 富山県富山市                                                                  | 2010年5月23日  | 「おいしい富山食べきり運動」のマスコットキャラクター「食べキリン」のモデルとして富山市に貢献したことから。3頭とも富山市ファミリーパークで飼育されている。 |
| えっちゃん                                                                                   | コウノトリ                                      | 福井県越前市                                                                  | 2010年5月31日  | 越前市に40年ぶりに飛来したコウノトリを記念して。 |
| 周南龍飛                                                                                     | ナベヅル                                        | 山口県周南市                                                                  | 2010年10月27日 | 八代盆地に飛来したナベヅル4羽の飛来を記念して。なお「周南龍飛」の名は4羽の総称。なお周南市ではこれ以降に飛来したナベヅルについても「周南白太郎」（2羽）「周南楽」（1羽）「周南富美」（2羽）「周南優美」（1羽）「周南強平」（1羽）と命名した上で特別住民票を発行している。 |
| 志木あらちゃん                                                                               | ゴマフアザラシ                                  | 埼玉県志木市                                                                  | 2011年10月18日 | 市内の荒川秋ヶ瀬取水堰付近に出現したアザラシを記念して。 |
| マーラ                                                                                       | アジアゾウ                                      | 愛知県豊橋市                                                                  | 2011年11月23日 | 豊橋総合動植物公園のアジアゾウ。 |
| 八べえ コウちゃん                                                                            | コウノトリ                                      | 京都府京丹後市                                                                | 2012年6月16日  | |
| ウイッシュ                                                                                   | ラブラドール・レトリバー（盲導犬）              | 埼玉県坂戸市                                                                  | 2012年10月2日  | |
| プリン                                                                                       | イルカ （ハナゴンドウとバンドウイルカの交配種） | 愛知県美浜町                                                                  | 2013年1月27日  | 南知多ビーチランドで飼われている。交配種イルカとしては世界最長寿で、20歳の誕生日を記念して登録された。 |
| コヤマみどりちゃん （コヤちゃん）                                                            | ワモンアザラシ                                  | 鳥取県鳥取市                                                                  | 2013年3月12日  | 湖山池に現れたアザラシを記念して。 |
| げんきくん ゆうきくん ゆめちゃん                                                             | コウノトリ                                      | 福井県越前市                                                                  | 2014年11月2日  | [ 25 ] |
| すわちゃん （都井諏訪夫）                                                                    | ゴマフアザラシ                                  | 宮崎県串間市                                                                  | 2016年7月15日  | [ 26 ] |
| ロンド                                                                                       | ラブラドール・レトリバー（盲導犬）              | 埼玉県坂戸市                                                                  | 2016年8月24日  | [ 27 ] |
| あみのすけ（聴導犬） バンビ（盲導犬） ？（盲導犬）                                           | ラブラドールレトリバー                          | 埼玉県所沢市                                                                  | 2016年12月2日  | [ 28 ] |
| 蓮 なる あさ                                                                                 | コウノトリ                                      | 徳島県鳴門市                                                                  | 2017年6月1日   | [ 29 ] |
| ナナ                                                                                         | バンドウイルカ                                  | 静岡県下田市                                                                  | 2017年10月4日  | 下田海中水族館で飼育されているイルカ。国内での長期飼育の新記録1万5666日を達成したことを記念して。 |
| 歌（うた） 百（もも）                                                                        | コウノトリ                                      | 徳島県鳴門市                                                                  | 2018年6月1日   | 歌は後述のひかるとつがいになり、2020年3月11日付で特別住民票の転居届を提出して栃木県小山市に籍を移している。 |
| ひかる                                                                                       | コウノトリ                                      | 栃木県小山市                                                                  | 2018年8月17日  | [ 33 ] |
| 藍（あい） 令（れい） 和（かず）                                                             | コウノトリ                                      | 徳島県鳴門市                                                                  | 2019年6月6日   | [ 34 ] |
| わたる ゆう                                                                                  | コウノトリ                                      | 茨城県古河市 栃木県栃木市 栃木県小山市 栃木県野木町 群馬県板倉町 埼玉県加須市 | 2020年9月1日   | 渡良瀬遊水地関連自治体4市2町が連名で交付。 |
| シーリャ ミーリャ                                                                            | シロイルカ                                      | 島根県浜田市 島根県江津市                                                     | 2021年8月4日   | [ 36 ] |
| たまずん                                                                                     | ナマズ                                          | 神奈川県川崎市多摩区                                                          | 2022年1月19日  | [ 37 ] |
| だいふく など20羽                                                                            | マゼランペンギン                                | 東京都墨田区                                                                  | 2022年5月22日  | すみだ水族館の開業10周年を記念して。 |
| はる 月（つき） 碧（あお）                                                                   | コウノトリ                                      | 徳島県鳴門市                                                                  | 2023年5月12日  | [ 39 ] |
| 名前非公表                                                                                   | ラブラドール・レトリバー（盲導犬）              | 埼玉県所沢市                                                                  | 2024年1月25日  | [ 40 ] |
| ネオ                                                                                         | ラブラドール・レトリバー（盲導犬）              | 埼玉県坂戸市                                                                  | 2024年5月15日  | [ 41 ] |
| 幸（こう） 陽（よう） 凪（なぎ） 結（ゆう）                                                  | コウノトリ                                      | 徳島県鳴門市                                                                  | 2024年6月18日  | [ 42 ] |

### 架空のキャラクター
| 対象 | 種類                                                       | 自治体名                    | 交付日                       | 備考 |
| --- | ---------------------------------------------------------- | --------------------------- | ---------------------------- | --- |
| 鉄腕アトム | 『鉄腕アトム』の主人公                                     | 埼玉県新座市                | 2003年4月7日                 | 手塚プロダクションのスタジオが所在。交付日は設定上のアトムの誕生日にちなむ。 |
| 三平三平 | 『釣りキチ三平』の主人公                                   | 秋田県増田町                | 2003年5月4日                 | 原作者矢口高雄の出身地 |
| 野原ひろし 野原みさえ 野原しんのすけ 野原ひまわり | 『クレヨンしんちゃん』の登場人物                           | 埼玉県春日部市              | 2004年4月6日                 | 舞台のモデルになったことにちなむ。春日部市制50周年記念事業。 2010年7月6日より春日部市合併5周年記念、原作20周年記念として別デザイン物が1万枚、クリアファイル付で限定交付された。 2015年の映画『クレヨンしんちゃん オラの引越し物語 サボテン大襲撃』の公開時には、野原家がメキシコに引っ越すという作品内容に沿う形でしんのすけが3月25日に転出届を提出し、5月7日には転入届を春日部市に提出した。 |
| うみまる | 海上保安庁のマスコット                                     | 富山県高岡市                | 2004年7月1日                 | |
| 怪人二十面相 | 『少年探偵団』シリーズの登場人物                           | 三重県名張市                | 2004年11月5日                | |
| モリゾー キッコロ | 2005年日本国際博覧会のマスコット                           | 愛知県瀬戸市                | 2005年10月5日                | |
| 浅見光彦 | 内田康夫の推理小説の主人公                                 | 東京都北区                  | 2006年5月12日                | 作者内田康夫の出身地にちなむ。1通500円。 |
| ポータン | 名古屋港開港100周年記念事業PRキャラクター                  | 愛知県名古屋市              | 2006年11月15日               | 名古屋港開港100周年記念事業のPR |
| かまリン | 釜石市のイメージキャラクター                               | 岩手県釜石市                | 2007年5月1日                 | [ 48 ] |
| ひこにゃん | 国宝・彦根城築城400年祭キャラクター                        | 滋賀県彦根市                | 2007年11月9日                | 観光PRの成功および税務申告PRの契機に。 |
| 柊ただお 柊みき 柊いのり 柊まつり 柊かがみ 柊つかさ | 『らき☆すた』の登場人物                                    | 埼玉県鷲宮町 （現・久喜市） | 2008年4月7日                 | 舞台のモデルになったことにちなむ。1万枚の限定交付、クリアファイル付。 2009年12月31日から2010年3月22日まで閉町記念として別デザイン物が3万枚、限定交付された。 |
| 和田正太郎 和田小梅 和田正典 和田糸子 和田小次郎 和田喜代美 和田正平                                                                                        | 朝ドラ『ちりとてちん』の登場人物                           | 福井県小浜市                | 2008年5月1日                 | ドラマの舞台となったことにちなむ。クリアケース入り。 |
| うながっぱ | 多治見市のマスコットキャラクター                           | 岐阜県多治見市              | 2008年8月15日                | 40.9度という日本一の暑さを記録したことにちなむ |
| フラワーロールちゃん | 花巻市のイメージキャラクター                               | 岩手県花巻市                | 2008年9月27日                | |
| ちーたん | 丹波竜のマスコットキャラクター                             | 兵庫県丹波市                | 2009年1月5日                 | 丹波竜の発見・発掘にちなむ。 |
| 星夢（すたむ）ちゃん | 小川町七夕まつりイメージキャラクター                       | 埼玉県小川町                | 2009年2月15日                | |
| おおつ光ルくん | 大津市観光キャラクター                                     | 滋賀県大津市                | 2009年2月24日                | 観光PR |
| よしみん | 吉見町マスコットキャラクター                               | 埼玉県吉見町                | 2009年4月15日 （よいいちご） | |
| すわ湖太郎 う～なちゃん | 「うなぎのまち岡谷の会」のキャラクター                     | 長野県岡谷市                | 2009年4月16日                | [ 55 ] |
| サファイア | 『リボンの騎士』の主人公                                   | 兵庫県宝塚市                | 2009年4月25日                | 原作者の手塚治虫の出身地にちなむ。クリアファイル付。2013年1月31日に販売終了予定。 |
| キッピー | 三田市のマスコットキャラクター                             | 兵庫県三田市                | 2009年7月1日                 | |
| 長屋くん 左近くん | 平群町のイメージキャラクター                               | 奈良県平群町                | 2009年7月27日                | キャラクターの着ぐるみ完成記念。 |
| ムッシュ・ムチュランI世 | 「むつ市のうまいは日本一」のイメージキャラクター           | 青森県むつ市                | 2009年10月3日                | [ 59 ] |
| はち丸 | 名古屋開府400年マスコットキャラクター                      | 愛知県名古屋市              | 2009年10月13日               | [ 60 ] |
| おおちゃん | 大槌町のイメージキャラクター                               | 岩手県大槌町                | 2009年10月17日               | 町制施行120周年を記念して。2011年3月11日の東北地方太平洋沖地震で発生した津波で町役場が流出し、行方不明ということになっていたが、2013年11月29日に再交付を受けた。 |
| ももたん | 田原本町のマスコットキャラクター                           | 奈良県田原本町              | 2009年10月18日               | [ 62 ] |
| 吉田くん （本名・吉田"ジャスティス"カツヲ） | 『秘密結社鷹の爪』の登場人物                               | 島根県雲南市                | 2009年10月25日               | 「しまねSuper大使」に任命されたことから |
| へしこちゃん （本名・美浜野へし子） | へしこのPRマスコットキャラクター                           | 福井県美浜町                | 2009年11月12日               | 週刊誌「SPA!」で行なった「ゆるキャラアワード2009」グランプリ受賞を記念して。 |
| 泉そうじろう 泉かなた 泉こなた 小早川ゆたか | 『らき☆すた』の登場人物                                    | 埼玉県幸手市                | 2010年1月3日                 | 舞台のモデルになったことにちなむ。1万枚の限定交付、クリアファイル付。 |
| ブコーさん | 横瀬町のイメージキャラクター                               | 埼玉県横瀬町                | 2010年2月11日                | 町制施行25周年を記念して。 |
| ミコロ ハコロ | 岡山市のイメージキャラクター                               | 岡山県岡山市                | 2010年2月15日                | |
| 鬼太郎 | 『ゲゲゲの鬼太郎』の主人公                                 | 東京都調布市                | 2010年3月6日                 | 作者の水木しげるが調布市在住である事から |
| ニッコりん | 福岡市城南区のシンボルキャラクター                         | 福岡県福岡市城南区          | 2010年3月25日                | [ 67 ] |
| うなりくん | 成田市のマスコットキャラクター                             | 千葉県成田市                | 2010年3月29日                | [ 68 ] |
| いしぴょん いしぴぃ | 石巻市観光PRキャラクター                                   | 宮城県石巻市                | 2010年4月3日                 | |
| しろまるひめ | 姫路市のイメージキャラクター                               | 兵庫県姫路市                | 2010年4月6日                 | |
| つるビー | 都留市観光キャラクター                                     | 山梨県都留市                | 2010年4月26日                | [ 69 ] |
| はぎまろ | 高萩市のイメージキャラクター                               | 茨城県高萩市                | 2010年6月21日                | |
| オロチくん | 島根県芸術文化センター グラントワのイメージキャラクター    | 島根県益田市                | 2010年7月7日                 | [ 70 ] |
| 仲上眞一郎 石動乃絵 湯浅比呂美 安藤愛子 | 『true tears』の登場人物                                   | 富山県南砺市                | 2010年7月23日                | 舞台のモデルになったことにちなむ |
| 青木新子 | 『マイマイ新子と千年の魔法』の主人公                       | 山口県防府市                | 2010年7月23日                | 舞台のモデルになったことにちなむ |
| こきんちゃん | 小金井市のマスコットキャラクター                           | 東京都小金井市              | 2010年8月2日                 | [ 71 ] |
| 河童の三太 | 映像紙芝居の主人公                                         | 兵庫県三木市                | 2010年8月11日                | |
| レイくん | 柏レイソルのマスコット                                     | 千葉県柏市                  | 2010年8月20日                | 柏市の人口が40万人を超えたことを記念して |
| 沼南戦隊☆テガレンジャー | 手賀沼浄化キャンペーンのキャラクター                       | 千葉県柏市                  | 2010年8月20日                | 柏市の人口が40万人を超えたことを記念して |
| さかサイ君 | 柏市逆井商店会のマスコット                                 | 千葉県柏市                  | 2010年8月20日                | 柏市の人口が40万人を超えたことを記念して |
| カシワニ | かしわインフォメーションセンターのキャラクター             | 千葉県柏市                  | 2010年8月20日                | 柏市の人口が40万人を超えたことを記念して |
| ロビー マダム・ロビーナ | セレッソ大阪のマスコット                                   | 大阪府大阪市                | 2010年8月25日                | 長居球技場（キンチョウスタジアム）への移転を記念して なお住所は長居球技場のある東住吉区とされた。 ロビーの本名：ノブレ・バリエンテ・アッチェ・ロビート・デ・セレッソ、ロビーナの本名：エレガンテ・エスプレンディーダ・マダマ・ロビーナ・デ・セレッソ。 |
| もらワンちゃん | 高萩市のエコロジーキャラクター                             | 茨城県高萩市                | 2010年9月1日                 | |
| ふっかちゃん | 深谷市のイメージキャラクター                               | 埼玉県深谷市                | 2010年9月28日                | [ 73 ] |
| せとちゃん | 瀬戸市の観光キャラクター                                   | 愛知県瀬戸市                | 2010年10月1日                | |
| 近江うし丸 | 道の駅竜王かがみの里のキャラクター                         | 滋賀県竜王町                | 2010年10月7日                | [ 74 ] |
| フカニャン | 埼玉工業大学のマスコットキャラクター                       | 埼玉県深谷市                | 2010年10月10日               | [ 73 ] |
| もーりー | 守山市PRキャラクター                                       | 滋賀県守山市                | 2010年10月14日               | デビュー1周年を記念して。 |
| 笠間のいな吉 | 笠間のいなり寿司推進キャラクター                           | 茨城県笠間市                | 2010年10月25日               | [ 76 ] |
| けんこっちゃま | 美浜町健康づくりマスコットキャラクター                     | 愛知県美浜町                | 2010年10月25日               | [ 77 ] |
| 久慈ありす | 『鉄道むすめ』の登場人物、三陸鉄道運転士                   | 岩手県久慈市                | 2010年11月3日                | [ 78 ] |
| みらいくん のぞみちゃん | 三芳町マスコットキャラクター                               | 埼玉県三芳町                | 2010年11月3日                | [ 79 ] |
| すぎぴょん | 杉戸町のマスコットキャラクター                             | 埼玉県杉戸町                | 2010年11月3日                | [ 80 ] |
| たか丸くん | 弘前城築城400年記念のマスコット                            | 青森県弘前市                | 2010年11月26日               | 1歳の誕生日を記念して。 |
| 絢爛郷土カヌマン | 市民団体「鹿沼ヒーロー計画」が展開するローカルヒーロー     | 栃木県鹿沼市                | 2011年1月6日                 | [ 82 ] |
| ベリーちゃん | 鹿沼市のシンボルキャラクター                               | 栃木県鹿沼市                | 2011年1月6日                 | [ 82 ] |
| シロモチくん | 津城修築400周年のキャラクター                              | 三重県津市                  | 2011年1月6日                 | [ 83 ] |
| ヴァンプ将軍 | 『天体戦士サンレッド』の登場人物                           | 神奈川県川崎市高津区        | 2011年1月27日                | 作品の舞台が高津区であることにちなんで |
| つちまる | 土浦市のマスコットキャラクター                             | 茨城県土浦市                | 2011年2月7日                 | |
| ちゃちゃも | 松阪市のマスコットキャラクター                             | 三重県松阪市                | 2011年2月18日                | 誕生1周年を記念して |
| カブッキー | 小松市のマスコットキャラクター                             | 石川県小松市                | 2011年2月22日                | 誕生1周年を記念して |
| あゆコロちゃん | 厚木市マスコットキャラクター                               | 神奈川県厚木市              | 2011年3月25日                | [ 87 ] |
| 明智かめまる | 亀岡市観光マスコットキャラクター                           | 京都府亀岡市                | 2011年5月3日                 | [ 88 ] |
| みしまるくん みしまるこちゃん | 三島市のマスコットキャラクター                             | 静岡県三島市                | 2011年6月13日                | [ 89 ] |
| 両津勘吉 | 『こちら葛飾区亀有公園前派出所』の主人公                   | 東京都葛飾区                | 2011年8月6日                 | 亀有公園に両津の銅像が完成したことを記念して |
| こあらっち | 千種区のマスコットキャラクター                             | 愛知県名古屋市千種区        | 2011年10月2日                | [ 90 ] |
| ごんぎつね | 新美南吉の童話『ごんぎつね』の主人公                       | 愛知県半田市                | 2011年10月3日                | [ 91 ] |
| ごん吉くん | ごんぎつねの曾孫と称するマスコットキャラクター             | 愛知県半田市                | 2011年10月3日                | [ 91 ] |
| やなな | 柳ケ瀬商店街の非公式キャラクター（ゆるキャラ）             | 岐阜県岐阜市                | 2011年10月16日               | [ 92 ] |
| ざまりん | 座間市のマスコットキャラクター                             | 神奈川県座間市              | 2011年11月3日                | [ 93 ] |
| ガーヤちゃん | 越谷市商工会による『こしがや鴨ネギ鍋』のキャラクター       | 埼玉県越谷市                | 2011年11月27日               | [ 94 ] |
| おいでちゃん | 水上温泉のマスコットキャラクター                           | 群馬県みなかみ町            | 2011年12月11日               | [ 95 ] |
| きやまん | 基山町イメージキャラクター                                 | 佐賀県基山町                | 2011年12月11日               | [ 96 ] |
| 有城そら 岡野智彦 田中翔 | 『ドットハック セカイの向こうに』の登場人物                | 福岡県柳川市                | 2012年1月14日                | 舞台のモデルになったことにちなむ |
| のっティ | 野々市市のマスコットキャラクター                           | 石川県野々市市              | 2012年1月27日                | 着ぐるみが完成したことを受けて |
| バリィさん | 今治市をイメージしたマスコットキャラクター                 | 愛媛県今治市                | 2012年2月6日                 | [ 99 ] |
| くぎうまちゃん | テレビ東京『ドリームクリエイター』から誕生したキャラクター | 島根県雲南市                | 2012年2月10日                | [ 100 ] [ 101 ] |
| あいづじげん | 会津美里町のマスコットキャラクター                         | 福島県会津美里町            | 2012年3月1日                 | デビュー1周年を記念して |
| ウィントス | サガン鳥栖のマスコットキャラクター                         | 佐賀県鳥栖市                | 2012年3月6日                 | [ 103 ] |
| ハルちゃん | 久光製薬スプリングスのマスコットキャラクター               | 佐賀県鳥栖市                | 2012年3月6日                 | [ 103 ] |
| とっとちゃん | 鳥栖市のマスコットキャラクター                             | 佐賀県鳥栖市                | 2012年3月6日                 | [ 103 ] |
| あっぱれくん | 松江歴史館のマスコットキャラクター                         | 島根県松江市                | 2012年3月19日                | 松江歴史館開館1周年を記念して |
| しじみ姫 | 松江歴史館のマスコットキャラクター                         | 島根県松江市                | 2012年3月19日                | 松江歴史館開館1周年を記念して |
| よっきー | 用賀商店街振興組合のキャラクター                           | 東京都世田谷区              | 2012年3月22日                | [ 105 ] |
| キラリン | 滑川市のマスコットキャラクター                             | 富山県滑川市                | 2012年4月12日                | [ 106 ] |
| 千姫ちゃま | 常総市のマスコットキャラクター                             | 茨城県常総市                | 2012年4月25日                | [ 107 ] |
| やまっち | 山形村のイメージキャラクター                               | 長野県山形村                | 2012年5月24日                | [ 108 ] |
| 花 雨 雪 | 『おおかみこどもの雨と雪』の登場人物                       | 富山県上市町                | 2012年6月19日                | [ 109 ] |
| 柿丸くん | 高森町のキャラクター                                       | 長野県高森町                | 2012年6月23日                | [ 110 ] |
| いんザイ君 | 印西市のマスコットキャラクター                             | 千葉県印西市                | 2012年6月25日                | [ 111 ] |
| 美浜恋 美浜愛 | 『知多娘。』のキャラクター                                 | 愛知県美浜町                | 2012年7月1日                 | [ 112 ] |
| 夢野サリー | 『魔法使いサリー』の主人公                                 | 東京都豊島区                | 2012年7月2日                 | 豊島区制80周年を記念して 作者・横山光輝は45年間を豊島区で過ごした |
| バビル2世 （本名・山野浩一） | 『バビル2世』の主人公                                      | 東京都豊島区                | 2012年8月1日                 | 豊島区制80周年を記念して 作者・横山光輝は45年間を豊島区で過ごした |
| 赤影 | 『仮面の忍者 赤影』の主人公                                | 東京都豊島区                | 2012年9月3日                 | 豊島区制80周年を記念して 作者・横山光輝は45年間を豊島区で過ごした |
| ディスカバチャーリー23世チャリ太 | 茅ヶ崎市商店会連合会のキャラクター                         | 神奈川県茅ヶ崎市            | 2012年7月7日                 | [ 116 ] |
| ケロロ | 『ケロロ軍曹』の主人公                                     | 熊本県熊本市                | 2012年7月21日                | 熊本市動植物園に等身大フィギュアの完成を記念して。作者・吉崎観音の出身地でもある。 |
| かっぽん | 定山渓温泉PR隊長                                           | 北海道札幌市南区            | 2012年7月24日                | [ 118 ] |
| ヒスイ太郎 | 朝日町のイメージキャラクター                               | 富山県朝日町                | 2012年7月27日                | [ 119 ] |
| うーたん | 長良川鵜飼のキャラクター                                   | 岐阜県岐阜市                | 2012年8月1日                 | [ 120 ] |
| 空runちゃん | 萩・石見空港マラソン全国大会のキャラクター                 | 島根県益田市                | 2012年8月2日                 | [ 121 ] |
| つるゴン | 鶴ヶ島市のイメージキャラクター                             | 埼玉県鶴ヶ島市              | 2012年8月5日                 | [ 122 ] |
| ドラえもん | 『ドラえもん』の登場人物                                   | 神奈川県川崎市              | 2012年9月3日                 | 川崎市藤子・F・不二雄ミュージアム開館1周年、設定上の誕生日から「100年前」を迎えることを記念して。 |
| なしべえ なしりん | 白岡市のマスコットキャラクター                             | 埼玉県白岡市                | 2012年10月1日                | 白岡市制施行を記念して。 |
| おぶちゃん | 大府市健康づくりマスコットキャラクター                     | 愛知県大府市                | 2012年10月1日                | [ 125 ] |
| ふでりん | 熊野町の観光PRキャラクター                                 | 広島県熊野町                | 2012年10月1日                | [ 126 ] |
| お富ちゃん | 富岡市のイメージキャラクター                               | 群馬県富岡市                | 2012年10月3日                | [ 127 ] |
| あら坊 あらみぃ | 荒川区のシンボルキャラクター                               | 東京都荒川区                | 2012年10月6日                | 区制施行80周年を記念して。 |
| ホイップるんくん ホイップるんちゃん | 自由が丘のイメージキャラクター                             | 東京都目黒区                | 2012年10月7日                | [ 129 ] |
| ちっくん | 筑西市イメージキャラクター                                 | 茨城県筑西市                | 2012年10月25日               | [ 130 ] |
| ひだくん たかちゃん | 飛騨・高山コンベンション協会キャラクター                   | 岐阜県高山市                | 2012年11月1日                | [ 131 ] |
| 遊湯（ゆうゆ） | 平湯温泉観光協会キャラクター                               | 岐阜県高山市                | 2012年11月1日                | [ 131 ] |
| も～かるくん | ひだ清見イベント推進実行委員会キャラクター                 | 岐阜県高山市                | 2012年11月1日                | [ 131 ] |
| ひだっち | 山都印刷キャラクター                                       | 岐阜県高山市                | 2012年11月1日                | [ 131 ] |
| お猿のくぅ | 芯コーポレーションキャラクター                             | 岐阜県高山市                | 2012年11月1日                | [ 131 ] |
| ヒットくん | 飛騨高山ケーブルネットワークキャラクター                   | 岐阜県高山市                | 2012年11月1日                | [ 131 ] |
| しんちゃん くみちゃん | 飛騨信用組合キャラクター                                   | 岐阜県高山市                | 2012年11月1日                | [ 131 ] |
| いなっピー | 稲沢市のマスコットキャラクター                             | 愛知県稲沢市                | 2012年11月1日                | [ 132 ] |
| エモルちゃん | 東深沢商店街振興組合のキャラクター                         | 東京都世田谷区              | 2012年11月2日                | [ 105 ] |
| いずみちゃん | 五泉市のマスコットキャラクター                             | 新潟県五泉市                | 2012年11月3日                | [ 133 ] |
| 桜タマ吉 | 村松商工会青年部のキャラクター                             | 新潟県五泉市                | 2012年11月3日                | [ 133 ] |
| たかたのゆめちゃん | 陸前高田市のマスコットキャラクター                         | 岩手県陸前高田市            | 2013年1月4日                 | [ 134 ] |
| 二子いも丸（いも丸くん） 二子頭（かしらジィ） 二子粋圃（ズンボちゃん）                                                                                      | 二子町のマスコットキャラクター                             | 岩手県北上市                | 2013年2月5日                 | [ 135 ] |
| ムジナもん | 羽生市のキャラクター                                       | 埼玉県羽生市                | 2013年2月23日                | 誕生10周年を記念して。 |
| キノピー | 桐生市のマスコットキャラクター                             | 群馬県桐生市                | 2013年3月1日                 | 市制施行90周年を記念して。 |
| みとちゃん | 水戸市のマスコットキャラクター                             | 茨城県水戸市                | 2013年3月10日                | [ 138 ] |
| たっけー☆☆ | 福生七夕まつりのイメージキャラクター                       | 東京都福生市                | 2013年3月21日                | 福生市公式キャラクターに就任したことにより。 |
| ウナシー | 横浜市戸塚区のマスコットキャラクター                       | 神奈川県横浜市戸塚区        | 2013年3月25日                | 戸塚区総合庁舎の移転を記念して。 |
| 西住みほ 武部沙織 五十鈴華 冷泉麻子 秋山優花里 | 『ガールズ&パンツァー』の登場人物                          | 茨城県大洗町                | 2013年4月1日                 | [ 141 ] |
| 十和田にんにん 十和田ねぎん 十和田ねばっち 十和田ごんぼう                                                                                                   | 十和田市産品PRキャラクター「十和田ふぁみりーず」           | 青森県十和田市              | 2013年4月1日                 | ニンニクのにんにん、長ネギのねぎん、長芋のねばっち、牛蒡のごんぼうの4人。青森県十和田市の野菜をPRするために誕生。また、地場のその他産品や観光もSNS等を活用しPRする。 |
| 駒松くん 駒桜ちゃん | 十和田市観光PRキャラクター                                 | 青森県十和田市              | 2013年4月1日                 | [ 142 ] |
| 手賀沼のうなきちさん ふさだだしお | 我孫子市観光PRキャラクター                                 | 千葉県我孫子市              | 2013年4月1日                 | [ 143 ] |
| ちーぼ | 茅野市子ども会育成連絡協議会のマスコットキャラクター       | 長野県茅野市                | 2013年4月1日                 | [ 144 ] |
| おだいちゃん | 東浦町の観光マスコット                                     | 愛知県東浦町                | 2013年4月1日                 | [ 145 ] |
| キューちゃん | 上越市のスキー場キューピットバレイのキャラクター           | 新潟県上越市                | 2013年4月5日                 | [ 146 ] |
| けんけん 謙信くん 兼続くん | 上越市PRマスコット「上越忠義隊けんけんず」                 | 新潟県上越市                | 2013年4月5日                 | [ 146 ] |
| さとまる | 上越市中郷区のキャラクター                                 | 新潟県上越市                | 2013年4月5日                 | [ 146 ] |
| 大島＝ほたる＝コシヒカリ＝上越 （おーちゃん） | 上越市大島区のキャラクター                                 | 新潟県上越市                | 2013年4月5日                 | [ 146 ] |
| つし丸 ふじか マッキー | 津島商工会議所のイメージキャラクター                       | 愛知県津島市                | 2013年4月27日                | 津島市公式キャラクターに認定されたことを記念して。 |
| はなみちゃん | 柴田町のイメージキャラクター                               | 宮城県柴田町                | 2013年4月30日                | [ 148 ] |
| 浜崎伝助 | 『釣りバカ日誌』の登場人物                                 | 宮崎県都城市                | 2013年5月1日                 | 原作者やまざき十三の出身地 |
| くわちゃん | 更木地区のキャラクター                                     | 岩手県北上市                | 2013年7月14日                | [ 149 ] |
| ていぬ | 手稲区のマスコットキャラクター                             | 北海道札幌市手稲区          | 2013年7月23日                | 「ふみの日記念ていぬフレーム切手」が販売されることに合わせて。 |
| COCOROちゃん | 芸西村の特産品ブルースターのマスコットキャラクター         | 高知県芸西村                | 2013年7月25日                | [ 151 ] |
| いすみん | いすみ市のマスコットキャラクター                           | 千葉県いすみ市              | 2013年8月7日                 | [ 152 ] |
| ピーちゃん ナッちゃん | 八街市のイメージキャラクター                               | 千葉県八街市                | 2013年8月24日                | [ 153 ] |
| ぼっちくん | 八街駅南口商店街のキャラクター                             | 千葉県八街市                | 2013年8月24日                | [ 153 ] |
| こうちゃん | 北茨城市イメージキャラクター                               | 茨城県北茨城市              | 2013年10月1日                | [ 154 ] |
| あんちゃん | 北茨城市観光ナビゲーター                                   | 茨城県北茨城市              | 2013年10月1日                | [ 154 ] |
| やいちゃん | 焼津市のマスコットキャラクター                             | 静岡県焼津市                | 2013年10月1日                | 焼津市と大井川町の合併5周年を記念して。 |
| テレビ父さん 母さん たろー はなこ じぃちゃん ばぁちゃん | さっぽろテレビ塔非公式キャラクター                         | 北海道札幌市中央区          | 2013年10月5日                | 誕生11周年を記念して |
| 神戸ウエストン | 神戸市西区のマスコットキャラクター                         | 兵庫県神戸市西区            | 2013年10月5日                | [ 157 ] |
| ほこまる | 鉾田市のマスコットキャラクター                             | 茨城県鉾田市                | 2013年10月6日                | [ 158 ] |
| くしりん | 上越市清里区に落下した「櫛池隕石」のマスコットキャラクター | 新潟県上越市                | 2013年10月6日                | [ 159 ] |
| が～やん | 世田谷区商店街連合会のキャラクター                         | 東京都世田谷区              | 2013年10月19日               | [ 105 ] |
| とどロッキー | 等々力商店街振興組合のキャラクター                         | 東京都世田谷区              | 2013年10月27日               | [ 105 ] |
| トコろん | 所沢市のイメージマスコット                                 | 埼玉県所沢市                | 2013年11月3日                | 生誕3周年を記念して |
| 八菜丸 | 八千代町農産物応援キャラクター                             | 茨城県八千代町              | 2013年11月7日                | [ 161 ] |
| すくなっつー | 高山市丹生川町のマスコットキャラクター                     | 岐阜県高山市                | 2013年12月5日                | [ 162 ] |
| よっきーじぃ | 用賀商店街振興組合のキャラクター                           | 東京都世田谷区              | 2014年1月12日                | [ 105 ] |
| 朝倉ゆめまる | 福井市のマスコットキャラクター                             | 福井県福井市                | 2014年1月23日                | キャラクターの首都圏デビューを記念して。 |
| かんらちゃん | 甘楽町のイメージキャラクター                               | 群馬県甘楽町                | 2014年2月1日                 | [ 164 ] |
| アグピー | 阿久比町のマスコットキャラクター                           | 愛知県阿久比町              | 2014年2月20日                | [ 165 ] |
| 烏山える太 （える君） | 烏山駅前通り商店街振興組合のキャラクター                   | 東京都世田谷区              | 2014年2月20日                | [ 105 ] |
| 烏山もる美 （も～るちゃん） | 烏山駅前通り商店街振興組合のキャラクター                   | 東京都世田谷区              | 2014年2月20日                | [ 105 ] |
| 北のぺーちん 中ゆくりん 城まーい | 北中城村PRキャラクター                                     | 沖縄県北中城村              | 2014年2月20日                | [ 166 ] |
| くすっぴー | みやま市のマスコットキャラクター                           | 福岡県みやま市              | 2014年3月3日                 | [ 167 ] |
| ぱいーぐる | 石垣市のマスコットキャラクター                             | 沖縄県石垣市                | 2014年3月7日                 | 南ぬ島石垣空港の開港1周年を記念して。 |
| くらりん | 村田町の観光PRキャラクター                                 | 宮城県村田町                | 2014年3月23日                | [ 169 ] |
| かつなりくん | 刈谷市マスコットキャラクター                               | 愛知県刈谷市                | 2014年4月1日                 | [ 170 ] |
| じょうりんちゃん | 城陽市イメージキャラクター                                 | 京都府城陽市                | 2014年4月1日                 | 「福市長」の辞令と共に。 |
| 高根こん太 | 高山市高根町のマスコットキャラクター                       | 岐阜県高山市                | 2014年4月10日                | [ 172 ] |
| きくのん | 菊川市のマスコットキャラクター                             | 静岡県菊川市                | 2014年4月11日                | [ 173 ] |
| てるーん ふーら | 東京中央農業協同組合のキャラクター                         | 東京都世田谷区              | 2014年4月17日                | [ 105 ] |
| ニッキー | 小田原錦通り商店街のマスコットキャラクター                 | 神奈川県小田原市            | 2015年4月20日                | [ 174 ] |
| だるまどん おかあさん だるまちゃん だるまこちゃん | かこさとしの絵本のキャラクター                             | 福井県越前市                | 2014年4月26日                | かこさとし ふるさと絵本館「砳」（らく）開館1周年を記念して。 |
| さくらひろし（お父さん） さくらすみれ（お母さん） さくらさきこ（お姉ちゃん） さくらももこ（まる子） さくら友蔵（おじいちゃん） さくらこたけ（おばあちゃん） | 『ちびまる子ちゃん』の登場人物                             | 静岡県静岡市                | 2014年5月8日                 | 作者・さくらももこのデビュー30周年を記念して。清水産の緑茶のティーバッグと手提げクリアファイルとのセットで、1セット500円で5000セット限定発売。 |
| 流氷紋太 | 紋別観光協会のマスコットキャラクター                       | 北海道紋別市                | 2014年7月18日                | [ 178 ] |
| あさピー | 旭市のイメージアップキャラクター                           | 千葉県旭市                  | 2014年8月6日                 | 旭市合併10周年記念、東日本大震災からの復興、地域の魅力発信を目的として。 |
| たらぴん | 多良間村のご当地キャラクター                               | 沖縄県多良間村              | 2014年9月30日                | [ 180 ] |
| カンピくん | 道の駅しもつけのマスコットキャラクター                     | 栃木県下野市                | 2015年1月10日                | [ 181 ] |
| 瓜田瑠梨 | とちぎテレビのコミックキャラクター                         | 栃木県下野市                | 2015年1月10日                | [ 181 ] |
| ちりゅっぴ | 知立市のマスコットキャラクター                             | 愛知県知立市                | 2015年4月1日                 | [ 182 ] |
| たがゆいちゃん | 多賀町のマスコットキャラクター                             | 滋賀県多賀町                | 2015年4月1日                 | 町制60周年を記念して。 |
| ゴジラ | 東宝の映画シリーズに登場する怪獣                           | 東京都新宿区                | 2015年4月9日                 | 新宿東宝ビルのゴジラヘッド設置により。同時に新宿区観光特使にも就任。 |
| チャリムくん おしまちゃん | 島田市のゆるキャラ                                         | 静岡県島田市                | 2015年6月19日                | [ 186 ] |
| onちゃん | 北海道テレビ放送のマスコットキャラクター                   | 北海道札幌市豊平区          | 2015年9月4日                 | 豊平区と北海道テレビ放送のまちづくりパートナー協定に伴って。 |
| さのまる | 佐野市のマスコットキャラクター                             | 栃木県佐野市                | 2015年12月7日                | 佐野市の新庁舎開庁を記念して。 |
| ルドルフ | 『ルドルフとイッパイアッテナ』のキャラクター               | 岐阜県岐阜市                | 2016年8月26日                | [ 190 ] |
| マリノスケ | 横浜F・マリノスのマスコットキャラクター                    | 神奈川県横浜市港北区        | 2016年10月19日               | [ 191 ] |
| ののちゃん（山田のの子） 東児ライダーエイト | 『ののちゃん』の主人公 玉野市のローカルヒーロー            | 岡山県玉野市                | 2017年8月3日                 | [ 192 ] |
| えづりん | 江釣子地区のキャラクター                                   | 岩手県北上市                | 2017年8月23日                | [ 193 ] |
| 市川三郷レンジャー | 市川三郷町のキャラクター                                   | 山梨県市川三郷町            | 2017年9月26日                | [ 194 ] |
| 春崎野乃花 | とちぎテレビのアニメキャラクター                           | 栃木県真岡市                | 2017年9月27日                | [ 195 ] |
| カパル | 志木市のマスコットキャラクター                             | 埼玉県志木市                | 2018年12月2日                | 2018年のゆるキャラグランプリを獲得したことを記念して。 |
| サンディー | サンロッカーズ渋谷のマスコットキャラクター                 | 東京都渋谷区                | 2019年3月6日                 | [ 197 ] |
| はっぴーすマン | 坂井市のローカルヒーロー                                   | 福井県坂井市                | 2021年3月19日                | [ 198 ] |
| 海咲野くくる 宮沢風花 照屋月美 久高夏凛 仲村櫂 屋嘉間志空也                                                                                                 | 『白い砂のアクアトープ』の登場人物                         | 沖縄県南城市                | 2021年11月7日                | [ 199 ] [ 200 ] |
| フレップ・ザ・フォックス | 北海道日本ハムファイターズのマスコットキャラクター         | 北海道北広島市              | 2023年3月11日                | 新球場のエスコンフィールドHOKKAIDOの開業前に1年にわたり地元市民との交流イベントを行ったことを讃えて。 |
| ふなっしー | 千葉県船橋市の非公認マスコットキャラクター                 | 宮崎県都城市                | 2023年7月13日                | 都城市の移住促進キャンペーン『住めば住むほど都城』のPRキャラクターに任命されたことにより。 なお、ふなっしーは本来、千葉県船橋市の非公認マスコットだが、同市の住民票は持っていない。 |

### 像・人形・機械など
| 対象                                                                        | 種類                                                                    | 自治体名                  | 交付日         | 備考                                                                     |
| --------------------------------------------------------------------------- | ----------------------------------------------------------------------- | ------------------------- | -------------- | ------------------------------------------------------------------------ |
| きぬ太くん                                                                  | 木更津駅西口の逆さ狸の像                                                | 千葉県木更津市            | 2004年10月16日 |                                                                          |
| 早来雪だるま                                                                | 早来雪だるま郵便局の雪だるま像                                          | 北海道安平町 （旧早来町） | 2005年12月8日  | 「雪だるま」小包事業の20周年記念。年毎にデザインを変更、安平町でも継続。 |
| 夢馬 （ムーマ）                                                             | 飯能駅南口に設置されている大型木馬                                      | 埼玉県飯能市              | 2006年1月6日   | 森林文化都市のイメージキャラクターとして。                               |
| 天丸 まつ姫                                                                 | 松山城天守閣のシャチホコ                                                | 愛媛県松山市              | 2006年6月22日  |                                                                          |
| フランセッタ ノーマ ピッティ                                                | アメリカから親善目的で贈られた「青い目の人形」のうち、保存されている3体 | 愛媛県西予市              | 2008年3月18日  |                                                                          |
| 鉄人28号                                                                    | 同名漫画のロボットの実物大モニュメント                                  | 兵庫県神戸市              | 2009年11月29日 | 実物大モニュメント完成記念。                                             |
| 通天閣ロボ                                                                  | 通天閣をモデルとした2足歩行ロボット                                     | 大阪府大阪市              | 2010年3月21日  |                                                                          |
| メリー                                                                      | アメリカから親善目的で贈られた「青い目の人形」                          | 兵庫県播磨町              | 2010年12月5日  |                                                                          |
| 能代丸                                                                      | 石炭運搬船                                                              | 秋田県能代市              | 2011年2月8日   | 船籍がパナマから日本に変更され、船籍港が能代港になったことを受けて。     |
| 宮古島まもる君 宮古島まる子ちゃん                                           | 警察官型人形                                                            | 沖縄県宮古島市            | 2012年1月27日  | 宮古島各所に置かれている警察官型人形                                     |
| 香山リカ 香山ピエール 香山織江 香山ミキ 香山マキ 香山かこ 香山みく 香山げん | タカラ（タカラトミー）製のリカちゃん人形の一家                          | 福島県小野町              | 2013年5月3日   | リカちゃんキャッスル開業20周年を記念して。                               |
| リトル・メリー                                                              | 長崎県に2体しか残っていないアメリカから寄贈された「青い目の人形」の1体  | 長崎県島原市              | 2016年3月12日  |                                                                          |
| 渋谷みらい                                                                  | AI（人工知能）を利用したLINEチャットボット                              | 東京都渋谷区              | 2017年11月4日  | [ 213 ]                                                                  |
| THEO（テオ）                                                                | ユーハイムが開発したAI搭載オーブン                                      | 兵庫県神戸市中央区        | 2023年2月27日  | [ 214 ]                                                                  |